# Goumoëns
Goumoëns (prononcer : [ɡumwɛ̃ː]) est une commune suisse du canton de Vaud, située dans le district du Gros-de-Vaud. Elle est le résultat de la fusion d'Éclagnens, Goumoens-le-Jux et Goumoens-la-Ville en 2011. La commune est peuplée de 1 171 habitants. Son territoire, d'une surface de 1 069 hectares, se situe dans la région du Gros-de-Vaud et est traversé par le Talent.

## Histoire
Le 1er juillet 2011, les communes d'Éclagnens, de Goumoens-le-Jux et de Goumoens-la-Ville ont fusionné pour former la commune de Goumoëns. Le nom de la nouvelle commune s'écrit avec un tréma sur le E. Elle fait partie du district du Gros-de-Vaud.

## Héraldique
| Armes de Goumoëns | Les armes de la commune de Goumoëns se blasonnent ainsi : D'azur à trois coquilles d'or, à la bordure du même. |

## Géographie
Jusqu'à leur dissolution, les anciennes communes faisaient partie du district d'Échallens. Au 1er janvier 2008, elles ont rejoint le nouveau district du Gros-de-Vaud. La commune de Goumoëns a des frontières communes avec Oulens-sous-Échallens, Bavois, Penthéréaz, Villars-le-Terroir, Échallens et Saint-Barthélemy (VD).
Le territoire communal se situe sur le plateau suisse, dans la région du Gros-de-Vaud. Il est traversé par le Talent et son point culminant se situe à 661 mètres d'altitude sur la colline de Montanare, non loin du village de Goumoens-la-Ville.
Outre les trois villages d'Eclagnens, de Goumoens-le-Jux et de Goumoens-la-Ville, la commune compte plusieurs fermes foraines.

## Démographie
Selon l'Office fédéral de la statistique, Goumoëns possède 1 171 habitants en 2022. Sa densité de population atteint 110 hab./km².
Le graphique suivant résume l'évolution de la population des anciennes communes composant Goumoëns entre 1850 et 2000 :

## Politique
Lors des élections fédérales suisses de 2011, la commune a voté à 35,56 % pour l'Union démocratique du centre. Les deux partis suivants furent le Parti libéral-radical avec 21,11 % des suffrages et le Parti socialiste suisse avec 16,92 %. Lors des élections cantonales au Grand Conseil de mars 2011, les habitants de la commune ont voté pour le Parti libéral-radical à 38,94 %, l'Union démocratique du centre à 24,26 %, le Parti socialiste à 15,81 %, les Verts à 11,45 % et l'Alliance du centre à 9,54 %.	Sur le plan communal, Goumoëns est dirigé par une municipalité formée de 5 membres et dirigée par un syndic pour l'exécutif et un Conseil communal, composé de 35 élus, dirigé par un président et secondé par un secrétaire, pour le législatif.

## Économie
Jusqu'à la seconde moitié du XXe siècle, l'économie locale était largement tournée vers l'agriculture (en particulier les céréales, la betterave sucrière et le colza), l'arboriculture fruitière et l'élevage qui représentent encore une part très importante des emplois locaux. Entre le XVIIe siècle et 1973, un moulin et une scierie utilisant le courant du Talent existaient à Eclagnens.
Depuis ces dernières décennies, les trois villages se sont développés grâce à la création de zones résidentielles occupées par des personnes travaillant à Échallens ou dans la région lausannoise principalement ; cette transformation s'est accompagnée de la création de plusieurs entreprises locales.

## Monuments

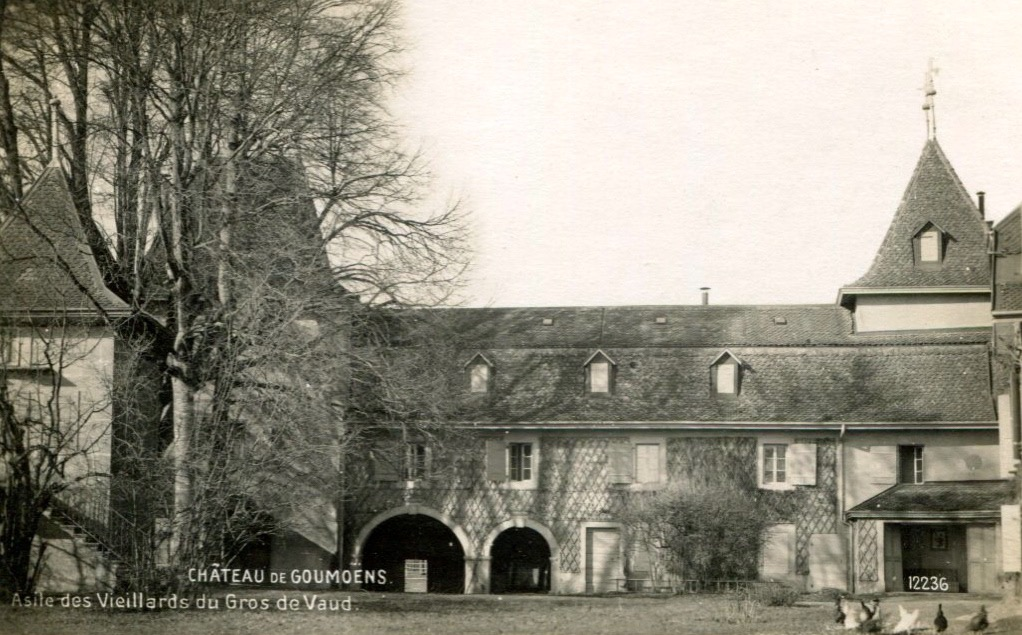
Château de Goumoëns, asile de vieillards

La commune compte sur son territoire un château datant du XVIIe siècle. Elle compte également, dans le village de Goumoens-la-Ville, un château transformé en maison de repos, une grange et une église inscrits comme biens culturels d'importance régionale dans la liste cantonale dressée en 2009.
À l'ouest de la commune se trouve la fortification préhistorique de Layaz, une levée de terre non-datée, située dans un méandre du Talent.

## Transports
Au niveau des transports en commun, Goumoens-la-Ville et Éclagnens font partie de la communauté tarifaire vaudoise Mobilis. Le bus CarPostal reliant Échallens à Cheseaux-sur-Lausanne s'arrête dans ces deux localités. Elles sont également desservies, comme Goumoens-le-Jux, par les bus sur appel Publicar, qui sont aussi un service de CarPostal.

## Vie locale
La commune de Goumoëns compte plusieurs associations, parmi lesquelles un club d'aéromodélisme, un chœur d'hommes, une abbaye vaudoise, une société de jeunesse, un groupement de paysannes vaudoises ainsi que des clubs de badminton, gymnastique, quilles et de tir sportif.